# Plesnois
Plesnois é uma comuna francesa na região administrativa do Grande Leste, no departamento de Mosela. Estende-se por uma área de 3.11 km², e possui 818 habitantes, segundo o censo de 2018, com uma densidade de 260 hab/km².